# Estación de Valdelatas
Valdelatas era un antiguo apeadero ferroviario que formaba parte del ferrocarril directo Madrid-Burgos en el municipio de Madrid. Está ubicada en un paraje próximo a la Universidad Autónoma de Madrid, que es servida actualmente por la estación de Cantoblanco Universidad.

## Situación ferroviaria
La estación se ubica en el trazado original del ferrocarril directo Madrid-Burgos, en su punto kilométrico 7,975. Originariamente se encontraba entre las estaciones de Fuencarral y El Goloso.

## Historia
La línea de ferrocarril que discurría por la estación empezó a construirse en 1926, formando parte del Plan Guadalhorce de Ferrocarriles de Urgente construcción. Las obras quedaron interrumpidas tanto por la Guerra Civil como por la dilatada resolución de los nuevos enlaces ferroviarios de Madrid, con los cuales debía conectar. La línea completa fue inaugurada por Francisco Franco el 4 de julio de 1968.
Tras inaugurarse el 3 de diciembre de 1975 el ramal a Cantoblanco que se desviaba de la línea Madrid-Burgos en su punto kilométrico 7.333, al sur de la estación de Valdelatas y la construcción, en 1991, de la conexión entre Cantoblanco y El Goloso, se completó el bypass de la estación de Valdelatas. Los servicios de cercanías entre Madrid y Tres Cantos pasan a usar el bypass. Posteriormente el trazado original a su paso por Valdelatas es desmantelado y las vías levantadas.

## La estación
El edificio de la estación actualmente alberga una autoescuela.
Desde su inauguración, contó con un paso subterráneo para los cambios de andén.
La nueva vía de LAV Madrid-Valladolid circula próxima a la antigua entrada del edificio de viajeros, dejando el recinto aislado.